# 成瀬正二

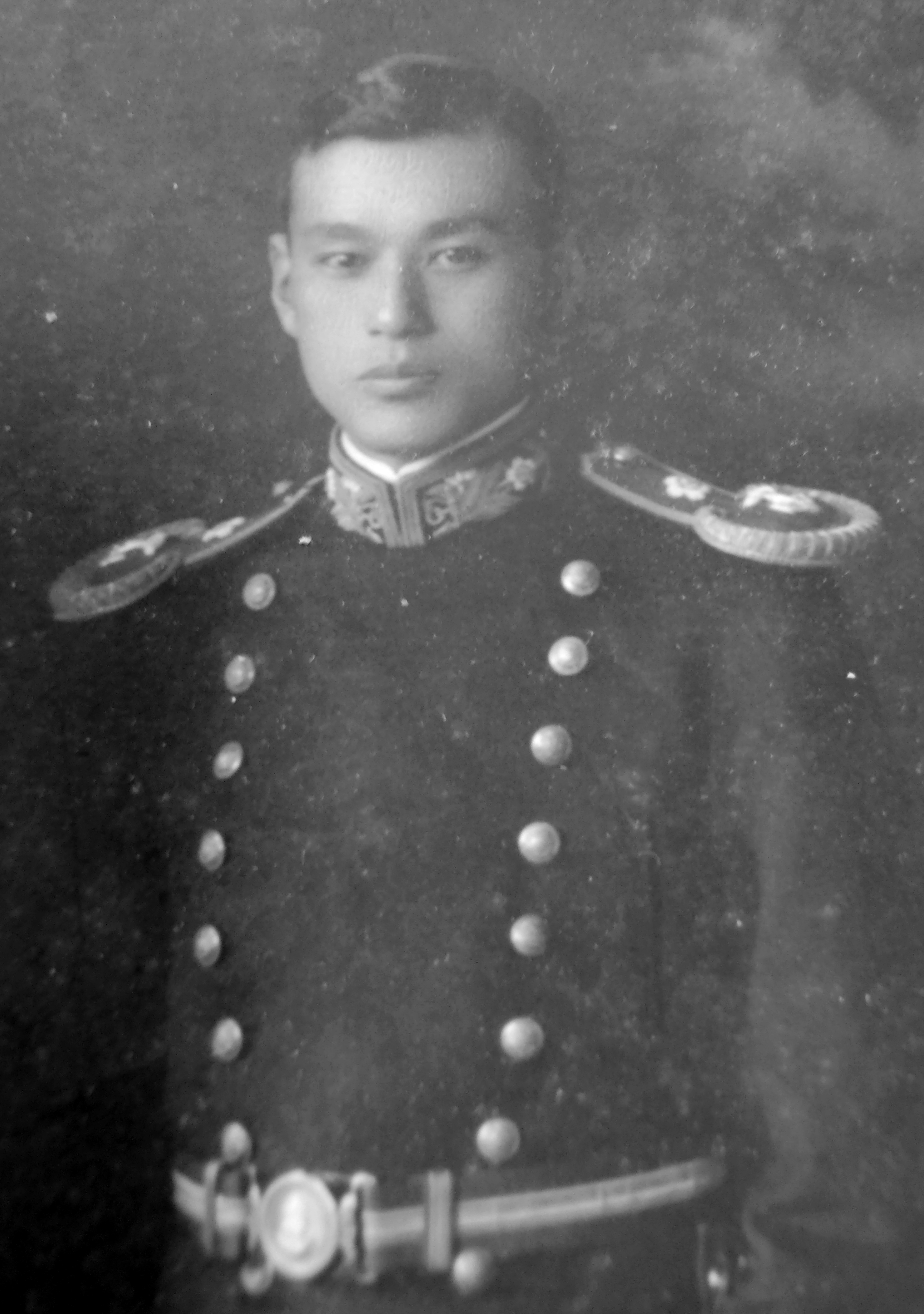
成瀬正二（1925年）

成瀬 正二（なるせ せいじ、1893年12月26日 - 1960年1月29日）は、日本の工学者・海軍軍人。海軍技術少将正五位勲四等。海軍航空技術廠雷撃部長。

## 経歴
- 1893年 - 神奈川県横浜市に生まれる。
- 第一高等学校卒業。
- 1920年 - 東京帝国大学工学部造兵学科卒業。
- 1920年 - 海軍造兵中尉（横須賀鎮守府→横須賀工廠造兵部）
- 1922年 - 海軍造兵大尉（横須賀工廠造兵部部員→呉工廠水雷部部員→艦政本部造兵監督官）
- 1925年～1926年 - 造兵監督官として、航空魚雷の技術調査のために英国出張
- 1927年 - 海軍造兵少佐（横須賀工廠造兵部部員→連合艦隊司令部附→艦政本部造兵監督官→横須賀鎮守府附)
- 1933年 - 海軍造兵中佐（横須賀鎮守府附→呉工廠魚雷実験部部員)
- 1938年 - 海軍造兵大佐（海軍航空技術廠兵器部部員）
- 1942年 - 海軍技術大佐（海軍航空技術廠兵器部部員→海軍航空技術廠雷撃部長）
- 1944年 - 海軍技術少将（海軍航空技術廠雷撃部長→第一技術廠雷撃部長）[2]
- 1945年 - 終戦に伴い予備役。海軍工廠跡地への「東急横浜製作所（後の東急車輛製造）」等の開設に尽力した。
- 1952年 - 保安庁技術研究所（後に防衛庁技術研究本部となる）が発足、第五研究所に勤務し、水中武器に係る技術を伝承した。

### 位階
- 1933年（昭和8年）2月15日 - 正六位[3]
- 1938年（昭和13年）4月1日 - 従五位[4]
- 1943年（昭和18年）7月15日 - 正五位[5]

### 賞罰
- 1935年（昭和10年）特別賞典（賜杯及び金参万円） - 九一式魚雷の開発責任者として[6]

## 研究内容
- 流体工学
- 雷撃機から軍艦を攻撃する航空魚雷の飛行安定性（木製尾部安定板）と姿勢制御（加速度制御）に関する技術開発。
- 海面に投下した航空魚雷は沈降から素早く上昇に転じなければならなかった。そのために、空中および水中でローリングを制御して上方向を保つ必要があり、それを世界に先駆けて実現した（詳細は九一式魚雷）。

## 逸話
- 海底が浅い真珠湾攻撃の際に使用された航空魚雷は全て成瀬が率いた研究グループによる設計である。
- 日本海軍において雷撃部長なる役職に就いたのは成瀬だけである。

## 親族
- 父 成瀬正恭 - 十五銀行の支配人・頭取
- 兄 成瀬正一 - フランス文学者・九州大学教授[7]
- 弟 成瀬俊介 - 外交官（臨時公使としてイラン公使館を開館）[8][9]
- 妻 成瀬すみ - 陸軍中将中村雄次郎の娘